# Limbi anatoliene
Limbile anatoliene alcătuiesc o familie de limbi indo-europene dispărute, care au fost vorbite în regiunea Anatolia (Asia Mică). Un exemplu este limba hitită.

## Clasificare
- Limbile anatoliene
  - Limba hitită
  - Limba palaică
  - Limbi luviene
    - Limba luviană
    - Limba liciană
    - Limba sidetică
    - Limba cariană
    - Limba pisidiană

  - Limba lidiană